# Melicope lydgatei
Melicope lydgatei är en vinruteväxtart som först beskrevs av Wilhelm B. Hillebrand, och fick sitt nu gällande namn av T.G. Hartley & B.C. Stone. Melicope lydgatei ingår i släktet Melicope och familjen vinruteväxter. Inga underarter finns listade i Catalogue of Life.